# 西伯利亞語支
西伯利亞語支又名東北突厥語支，是主要分佈於西伯利亞的现代突厥语，以及古突厥语的统称，突厥語族六大語支之一。

## 系属分类
| 原始突厥语 | 共同突厥语 | 西伯利亞语支 | 北西伯利亞语支 | 北極语支   | - 雅库特语 - 多尔干语                                                                   |
| 原始突厥语 | 共同突厥语 | 西伯利亞语支 | 南西伯利亞语支 | 萨彦语支   | - 图瓦语 - 托法语 - 索尤特语 - 回纥乌梁海语                                             |
| 原始突厥语 | 共同突厥语 | 西伯利亞语支 | 南西伯利亞语支 | 叶尼塞语支 | - 邵尔语 - 西部裕固语                                                                   |
| 原始突厥语 | 共同突厥语 | 西伯利亞语支 | 南西伯利亞语支 | 阿爾泰语支 | - 阿爾泰語（含北阿爾泰語, 圖巴語, 鐵列烏特語等） - 库曼丁语 - 哈卡斯语 - 富裕柯尔克孜语 |
| 原始突厥语 | 共同突厥语 | 西伯利亞语支 | 南西伯利亞语支 | 楚利姆語支 | - 楚利姆語                                                                              |
| 原始突厥语 | 共同突厥语 | 西伯利亞语支 | 南西伯利亞语支 | †古突厥语  | - † 鄂尔浑突厥语 - † 回鹘语                                                             |

有學者認為西伯利亞語支內部差異大，應拆分成包括北極語支、薩彥語支、葉尼塞語支、楚利姆語支、阿爾泰語支的五个語支。
亚历山大·沃文 (2017)指出，托法语和其他西伯利亚语支语言，特别是萨彦语支语言有叶尼塞语系借词。